# ماري شانتي ديريام
ماري شانتي ديريام (من مواليد 17 سبتمبر 1939) هي مدافعة ماليزية لحقوق الإنسان وحقوق المرأة ومسؤولة بالأمم المتحدة. أصبحت عضوًا في منظمة مساعدة المرأة (WAO). وفي منتصف الثمانينيات، شاركت في الضغط من أجل سن قانون العنف المنزلي (الذي أقره البرلمان في النهاية في عام 1994). عملت منذ عام 2004 في فريق الأمم المتحدة المعني بالمساواة بين الجنسين، واللجنة المعنية بالقضاء على التمييز ضد المرأة. منذ عام 2004 إلى عام 2008، كانت أيضًا عضوًا في لجنة الأمم المتحدة المعنية بالقضاء على التمييز ضد المرأة ، حيث تم تعيينها كمقررة (شخص معين من قبل المنظمة للإبلاغ عن أعمال الاجتماع) في يناير 2007.
في عام 2010، تم تعيين ديريام كواحدة من ثلاثة خبراء من الأمم المتحدة لقيادة تحقيق في رد البحرية الإسرائيلية على أسطول مرمرة الذي سعى إلى كسر الحصار على غزة.
ديريام هي المؤسسة والمديرة الحالية لمنظمة مراقبة حقوق المرأة الدولية- آسيا والمحيط الهادئ، وهي مؤسسة خيرية مُكرسة لتنفيذ اتفاقية سيداو.
بعد عام، أنشأت اتفاقية القضاء على جميع أشكال التمييز ضد المرأة وتعتبر الآن خبيرة في سيداو وتقدم خدمات فنية للعديد من الحكومات في منطقة آسيا والمحيط الهادئ لبناء القدرة على تنفيذ سيداو. تم إطلاق كتاب شانتي، «حق المرأة في المساواة: وعد بايداو» في مؤتمر بيجين +20 الذي عُقد في بانكوك، تايلاند مؤخرًا.

## روابط خارجية
- [http://</ref> cv/MaryShanthiDairiam.pdf%20Vita%20at%20the%20Office%20of%20the%20United%20Nations%20High%20Commissioner%20for%20Human%20Rights</ref> cv/MaryShanthiDairiam.pdf Vita at the Office of the United Nations High Commissioner for Human Rights]
- Interview with Dairiam for the Association for Women's Rights in Development
- This Malaysian biographical article is a stub. You can help Wikipedia by expanding it.
- This biographical article about a women's rights activist is a stub. You can help Wikipedia by expanding it.